# Leonardo Bertagnolli
Leonardo Bertagnolli (* 8. Januar 1978 in Trient) ist ein ehemaliger italienischer Radrennfahrer.
Bertagnolli wurde 2002 Profi beim Team Saeco, für das er bis 2004 fuhr. Seine größten Erfolge waren Etappensiege bei der Vuelta a España 2005 und dem Giro d’Italia 2009 und der Gewinn des UCI ProTour-Eintagesrennens Clásica San Sebastián. Diese Resultate wurden ihm allerdings später wegen Doping aberkannt.
Nach der italienischen Meisterschaft 2012 beendete er seine Karriere. Wie wenig später bekannt wurde, leitete die UCI wegen Abweichungen in seinem Biologischen Pass Ermittlungen gegen ihn ein. Er wurde im Sommer 2014 wegen Doping für zwei Jahre und zehn Monate gesperrt und die Resultate vom 1. Januar 2003 bis 18. Mai 2011 wurden gestrichen. Im Zuge der Ermittlungen der Staatsanwaltschaft von Padua wurde er Ende 2014 verdächtigt, Kunde des umstrittenen Sportmediziners Michele Ferrari gewesen zu sein.

## Aberkannte Erfolge
2004
- Giro dell’Etna
- Coppa Placci
- Coppa Agostoni

2005
- eine Etappe Vuelta a España
- eine Etappe Tour de Limousin

2006
- Tour du Haut-Var
- eine Etappe Tirreno–Adriatico

2007
- Clásica San Sebastián
- Memorial Cimurri

2008
- Gran Premio Città di Camaiore
- Trofeo Melinda
- eine Etappe Deutschland Tour

2009
- eine Etappe Giro d’Italia
- eine Etappe Brixia Tour

2010
- eine Etappe Österreich-Rundfahrt